# زبان آلیوتی
زبان آلیوتی (انگلیسی: Aleut language; ‎/əˈljuːt, ˈæliuːt/‎) یک زبان از شاخه زبان‌های اسکیمو-آلیوت است. این زبان توسط بومیان آلیوت که در شبه‌جزیره آلاسکا، جزایر آلیوتی، جزایر کماندورسکی و سرزمین کامچاتکا زندگی می‌کنند، تکلم می‌شود.
این زبان که در آلاسکا و قسمتی از شرق روسیه تکلم می‌شود در سال ۲۰۰۹ تا ۲۰۱۱ میلادی ۱۵۰ نفر گویشور داشته‌است. این زبان یکی از زبان‌های رسمی ایالت آلاسکا در ایالات متحده آمریکا است.